# Ulrikke Eleonore của Đan Mạch
Ulrikke Eleonore của Đan Mạch (tiếng Thụy Điển: Ulrika Eleonora; 11 tháng 9 năm 1656 – 26 tháng 7 năm 1693) là Vương hậu Thụy Điển với tư cách là phối ngẫu của Karl XI của Thụy Điển. Bà thường được ngưỡng mộ vì sự hào phóng và lòng bác ái của mình.
Trong tiếng Thụy Điển, bà được gọi là Ulrika Eleonora den äldre (Ulrika Eleonora Trưởng giả) để phân biệt với con gái là Nữ vương Ulrika Eleonora.

## Tiểu sử

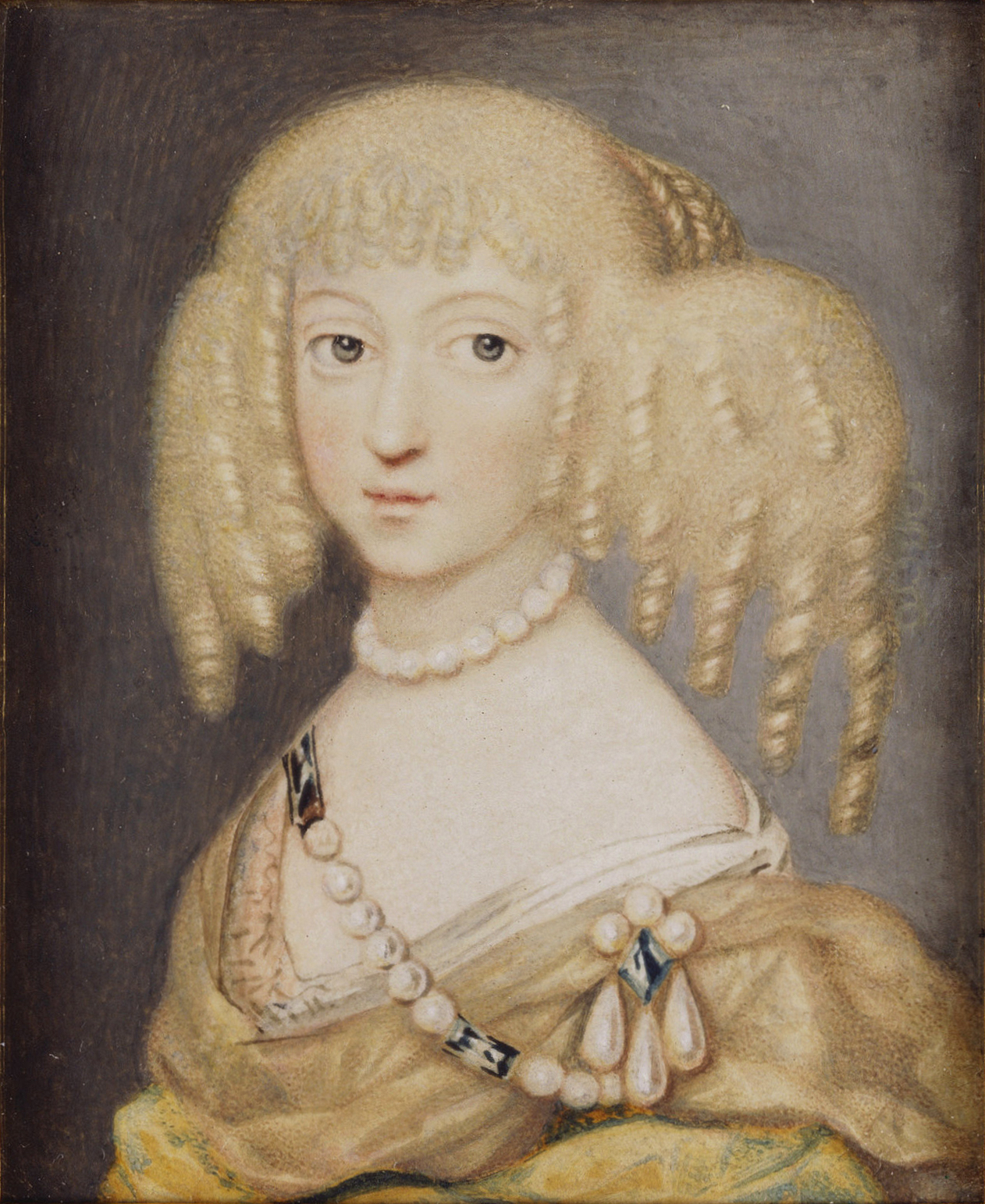
Ulrikke Eleonore thời còn trẻ, tranh bởi Pierre Signac

Ulrikke Eleonore là con gái của Frederik III của Đan Mạch và Na Uy và Sophie Amalie xứ Braunschweig-Lüneburg. Bà được nuôi dạy nghiêm ngặt dưới sự giám sát của mẹ, được dạy nhiều ngôn ngữ khác nhau và được cho là giỏi vẽ và hội họa.

## Kết hôn
Năm 1675, Ulrikke Eleonore được hứa hôn với Karl XI của Thụy Điển. Mục đích của cuộc hôn nhân này, theo lập trường của Thụy Điển là để ngăn chặn Đan Mạch hình thành liên minh với kẻ thù của nước này. Anh trai bà là Nhà vua Đan Mạch-Na Uy không mấy hào hứng với cuộc hôn nhân, nhưng ông để lại quyết định cho mẹ mình, người rất háo hức thực hiện nó vì cuộc hôn nhân sẽ trao cho Ulrikke địa vị của một Vương hậu. Lễ đính hôn được công bố vào ngày 13 tháng 7 năm 1675.
Trong Chiến tranh Skåne giữa Đan Mạch-Na Uy và Thụy Điển năm 1675–1679, Ulrikke Eleonore được khuyến khích hủy bỏ hôn ước. Anh trai bà đã hủy hôn cho bà vào năm 1676 nhưng bản thân Ulrikke Eleonore vẫn tiếp tục coi như mình đã đính hôn. Bà được Thân vương xứ Oranje xem xét là cô dâu tiềm năng vào năm 1676 và sau đó là Leopold I, Hoàng đế La Mã Thần thánh, nhưng bà từ chối một cuộc hôn nhân khác. Trong chiến tranh, Ulrikke Eleonore trở nên nổi tiếng về lòng trung thành với quê hương tương lai của mình bằng cách thể hiện lòng tốt với các tù nhân Thụy Điển, bà đã cầm cố đồ trang sức và nhẫn đính hôn của mình để mua thức ăn, đồ uống và thuốc men cho các tù nhân chiến tranh. Ulrikke Eleonore cũng từ chối tham gia vào các lễ kỷ niệm được tổ chức để vinh danh chiến thắng của Đan Mạch trước Thụy Điển.
Trong các cuộc đàm phán hòa bình giữa Thụy Điển và Đan Mạch-Na Uy năm 1679, cuộc hôn nhân giữa Ulrikke Eleonore và Karl XI một lần nữa được đưa vào chương trình nghị sự và được phê chuẩn vào ngày 26 tháng 9 năm 1679. Hợp đồng hôn nhân được ký vào ngày 6 tháng 2 năm 1680, và khi đại diện Thụy Điển Johan Göransson Gyllenstierna trở về nước, ông đã hộ tống bà đến Thụy Điển. Trong một bữa tiệc để tôn vinh cuộc hôn nhân, tên của cô dâu và chú rể đã được viết bằng pháo hoa. Một trong số khán giả chỉ ra rằng người có tên biến mất trước là người sẽ qua đời trước. Khi tên của Ulrikke Eleonore biến mất đầu tiên, bà tuyên bố rằng mình hy vọng điều đó thực sự xảy ra vì bà không thể chịu đựng được việc sống lâu hơn chồng mình.
Ulrikke Eleonore được yêu mến ở Đan Mạch vì lòng nhân ái của bà. Khi chuẩn bị rời sang Thụy Điển, anh trai bà là Christian V đã tạm biệt em gái tại Frederiksborg, trong thời gian đó ông trả lại những món đồ trang sức mà bà đã cầm cố để ủng hộ các tù nhân chiến tranh Thụy Điển bao gồm cả chiếc nhẫn đính hôn của bà. Khi chào tạm biệt, Ulrikke Eleonore nói rằng bà không nghĩ mình sẽ được gặp lại anh trai, nhưng: "vì giờ đây em được coi là quân cờ hòa bình giữa Đan Mạch và Thụy Điển, em cầu xin Chúa ban ơn để hoàn thành một cam kết vinh quang như vậy; để hành động của em có thể góp phần xóa bỏ mọi sự thù địch giữa hai dân tộc này và thay vào đó mãi mãi đoàn kết họ trong tình bạn."
Tại Helsingør, nơi Ulrikke Eleonore từ biệt mẹ và các chị gái, bà đã cảm ơn người dân Đan Mạch vì lời chào tạm biệt của họ:
"Xin cảm ơn! Ta xin chân thành cảm ơn từ trái tim! Mong rằng ta sẽ luôn được nhớ đến ở Đan Mạch với sự dịu dàng như vậy, và mong rằng Chúa ban cho ta ân sủng để sống như thế, để khi đến lần chia tay cuối cùng [cái chết], ta có thể được thần dân của ta yêu thương như vậy!"

## Vương hậu

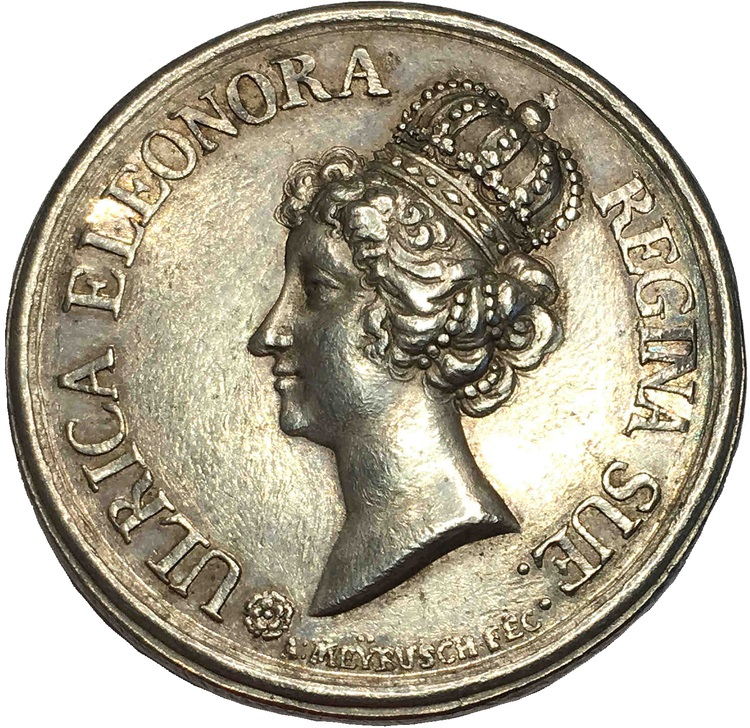
Huy chương đăng quang của Vương hậu năm 1680

Ulrikke Eleonore đến Helsingborg tại Thụy Điển vào ngày 4 tháng 5 năm 1680, nơi bà được chào đón bằng đại bác, Thái hậu, triều đình Thụy Điển và tầng lớp quý tộc địa phương. Hai ngày sau, Ulrikke Eleonore gặp và kết hôn với Karl tại Dinh thự Skottorp vào ngày 6 tháng 5 năm 1680. Đám cưới diễn ra vội vã và tương đối đơn giản với sự hiện diện của một nhóm nhỏ các cận thần. Lý do cho điều này là vì Nhà vua lúc đó đang ở trong mối quan hệ căng thẳng với Pháp và muốn tránh sự hiện diện của đại sứ Pháp Feuqiéres, và chỉ có thể làm như vậy nếu thời gian và địa điểm của buổi lễ có thể được giữ bí mật đủ lâu để đại sứ không thể tham dự. Buổi lễ chính thức đáng lẽ được tổ chức tại Halmstad, và Ulrikke Eleonore chỉ nghỉ qua đêm tại Skottorp trên đường đi, nhưng bà đã vội vã kết hôn tại ngay tại đó. Vào ngày 25 tháng 11 năm 1680, bà được trao vương miện Vương hậu tại Storkyrkan ở Stockholm.
Ban đầu Karl XI thất vọng về ngoại hình của Ulrikke Eleonore và hỏi Johan Gyllenstierna rằng liệu ông có thể chọn một người vợ xinh đẹp hơn không, và ông nhận được câu trả lời: "Bệ hạ sẽ thấy rằng bên trong nàng ấy có một thiên thần". Ulrikke Eleonore được mô tả là người sùng đạo, kiên nhẫn, ôn hòa và nhân ái, xinh đẹp vừa phải và có phẩm giá giản dị. Bà được công chúng đón nhận nồng nhiệt vì được coi là niềm hy vọng và biểu tượng của nền hòa bình lâu dài. Sự nổi tiếng của Ulrikke Eleonore tăng lên nhờ những công lao cá nhân của bà.
Bà tạo được ấn tượng tốt về lòng dũng cảm trước khi đến Stockholm khi dành thời gian để đợi lễ nhập cảnh chính thức vào thủ đô và lễ đăng quang. Khi đi trên sông Mälaren giữa Köping và Kungsör, con thuyền Carolus đã đâm vào một tảng đá và suýt nữa bị chìm. Bà xoa dịu sự hoảng loạn bằng cách nói: "Hãy bình tĩnh, đừng kêu la như vậy! Nếu chúng ta chết, đó sẽ là ý muốn của Chúa, và ý muốn của Chúa sẽ được thực hiện!" 
Ulrikke Eleonore cũng nhanh chóng trở nên nổi tiếng khi ngay lập tức điều động gần như toàn bộ đoàn tùy tùng Đan Mạch trở về nước, tuyên bố rằng bà không còn cần bất cứ thứ gì từ Đan Mạch nữa và rằng Nhà vua cùng các bộ trưởng sẽ chu cấp cho bà. Karl XI đã cung cấp cho Ulrikke Eleonore một triều đình riêng và khoản trợ cấp lớn từ các điền trang của bà. Đại sứ Đan Mạch Jens Juel, người được cử đến để bảo vệ lợi ích cá nhân của Vương hậu, đã phản đối việc bà khăng khăng từ chối bất cứ điều gì có thể có lợi cho mình. Ulrikke Eleonore chấp nhận việc có được cung điện riêng, mặc dù bà bình luận rằng mình sẽ rất vui khi chỉ cần ở cùng với Nhà vua, nhưng bản thân bà đã chủ động từ bỏ quyền kiểm soát kinh tế của riêng mình và nhường việc quản lý của hồi môn cho các quan chức của Quốc vương. Khi Juel phản đối rằng Ulrikke Eleonore đã đi quá xa trong sự háo hức muốn thể hiện mình là người phục tùng và đang từ bỏ quyền độc lập của chính mình, bà trả lời: "Vì ta không mong muốn điều gì khác ngoài những gì đúng đắn và phù hợp, nên Nhà vua và các quan chức của ngài sẽ không bao giờ có thể từ chối những gì ta yêu cầu mà không làm tổn hại đến danh tiếng của chính họ. Hơn nữa, ta hy vọng rằng sự khoan dung này sẽ giúp các cuộc đàm phán tiếp theo với Đan Mạch dễ dàng hơn", sau đó Juel không thể phản bác lại.
Tại triều đình, Ulrikke Eleonore bị đặt dưới cái bóng của mẹ chồng là Thái hậu Hedwig Eleonora. Trong khi sự ngờ vực giữa Đan Mạch-Na Uy và Thụy Điển do Chiến tranh Skåne vẫn còn, Hedwig Eleonora và chính phủ Thụy Điển không tiếp thu ý tưởng của con trai là kết hôn với một Vương nữ Đan Mạch. Mặc dù cuộc hôn nhân được mô tả là hạnh phúc, Karl XI vẫn tiếp tục đặt mẹ mình lên trên vợ. Mẹ chồng của Ulrikke Eleonore chưa bao giờ hoàn toàn nhường ngôi Vương hậu cho con dâu. Khi Ulrikke Eleonore đến Helsingborg, Hedwig Eleonora đã đề nghị bà ngồi ở vị trí nổi bật nhất trên cỗ xe ngựa khi họ rời bến cảng, nhưng bà lại khăng khăng đòi ngồi ở vị trí khiêm tốn nhất. Sau đó, Thái hậu tiếp tục độc chiếm vị trí cao nhất trong thứ hạng ở mọi dịp, chẳng hạn như ngồi cạnh Karl XI tại bàn tiệc và tiệc chiêu đãi và đi bên cạnh con trai trong đoàn rước, để lại vị trí tốt thứ hai cho con dâu. Bản thân Nhà vua, vốn luôn quen đối xử với mẹ mình bằng sự vâng lời và tôn trọng đã điều chỉnh bản thân theo hướng này. Nhà vua luôn gọi Ulrikke Eleonore là "Vợ của ta" và gọi mẹ mình là "Vương hậu"; ông tỏ lòng tôn kính với người mẹ trước rồi mới đến người vợ. Nhận thức được điều này, các đại sứ nước ngoài luôn đến thăm Hedwig Eleonora trước rồi sau đó mới đến Ulrikke Eleonore khi tỏ lòng thành kính với Vương thất hoàng gia. Điều này được phát huy bởi những người trong triều đình ủng hộ liên minh giữa Thụy Điển và Holstein-Gottorp chống lại Đan Mạch-Na Uy, và chỉ ra thực tế rằng ở Đan Mạch, mẹ của Ulrikke Eleonore cũng đặt mình lên trên con dâu, và Hedwig Eleonora không chỉ là Thái hậu mà còn từng là nhiếp chính.
Điều này gây ra một số căng thẳng giữa Ulrikke Eleonore và mẹ chồng nhưng không bao giờ có xung đột công khai. Tuy nhiên vào tháng 7 năm 1686, Ulrikke Eleonore đã rời Stockholm khi Karl XI đang đi thăm vùng ngoại thành, và cư trú tại Lâu đài Uppsala ở Uppsala cùng với các con và triều đình của bà, tuyên bố rằng mình sẽ ở đó không chỉ trong mùa hè. Lý do thực tế là bà không hài lòng về mối quan hệ giữa chồng và mẹ chồng. Trong khi đó, chồng bà đi du lịch khắp đất nước cùng mẹ. Vào tháng 8, họ đến thăm Ulrikke Eleonore và cố gắng thuyết phục bà trở về Stockholm nhưng không thành công. Sau chuyến thăm của một mình mẹ chồng vào tháng 9, cuối cùng bà đã trở về. Cuối năm đó, Ulrikke Eleonore liên lạc với giám mục Samuel Wiraenius và yêu cầu ông làm người trung gian, và chính thức trình lên Nhà vua những sai lầm mà bà có thể đã mắc phải. Không có thông tin gì thêm về cuộc xung đột này, tuy nhiên Ulrikke Eleonore cuối cùng đã chấp nhận rằng địa vị của mẹ chồng được đặt lên trên bà, nhưng tuyên bố rằng bà không thích việc điều này có nghĩa là ngay cả các cận thần của mình cũng bị xếp hạng thấp hơn cận thần của mẹ chồng. Cuộc sống riêng tư của Ulrikke Eleonore với chồng và con cái được mô tả là hạnh phúc khi Karl không bao giờ không chung thủy với vợ. Khi nằm trên giường bệnh vào năm 1697, Karl đã nói với mẹ rằng ông không hạnh phúc kể từ khi vợ mất. Trong suốt cuộc đời, Ulrikke Eleonore không bao giờ phát triển mối quan hệ tốt đẹp với mẹ chồng, người mà bà từng gọi là "Ác quỷ của cuộc hôn nhân".

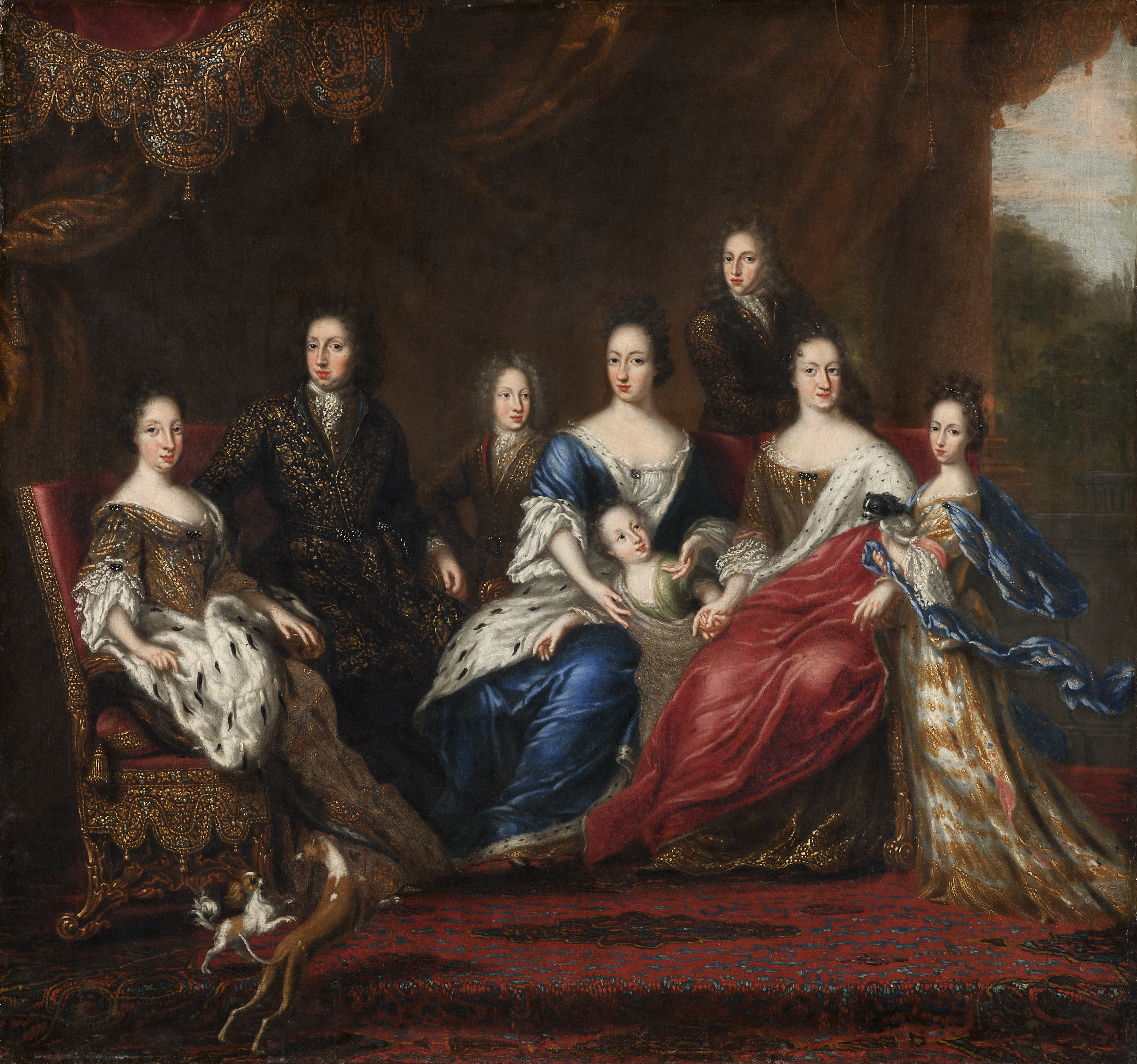
Gia đình Ulrikke Eleonore vào những năm 1690

Sức khỏe yếu và nhiều lần mang thai thường khiến Ulrikke Eleonore không thể tham gia vào các buổi đại diện. Năm 1688, bà có kế hoạch về thăm gia đình ở Đan Mạch, nhưng sức khỏe yếu buộc bà phải từ bỏ ý định này. Tại dinh thự mùa hè là Cung điện Karlberg, Ulrikke Eleonore tận hưởng cuộc sống gia đình hạnh phúc tránh xa khỏi triều đình và phát triển sở thích hội họa. Bà quan tâm đến sân khấu và khiêu vũ và đóng vai trò là người bảo trợ cho nhà hát nghiệp dư tại triều đình. Vào mùa đông năm 1683–84, một nhóm cận thần nữ đã biểu diễn buổi ra mắt Iphigénie bởi Racine tại triều đình Thụy Điển theo yêu cầu của Vương hậu. Trong vở kịch, Johanna Eleonora De la Gardie đóng vai Iphigenie, Amalia Königsmarck trong vai Achilles, Aurora Königsmarck trong vai Clitemnestre, Augusta Wrangel trong vai Agamemnon và Ebba Maria De la Gardie trong vai Eriphile. Đây được coi là một sự kiện quan trọng vì là vở kịch đầu tiên do toàn bộ dàn diễn viên nữ trình diễn tại Thụy Điển và là sự ra đời của Chủ nghĩa cổ điển Pháp tại nước này. Rõ ràng bản thân Ulrikke Eleonore ban đầu muốn tham gia, nhưng việc mang thai vào lúc đó khiến điều này trở nên bất khả thi. Vòng tròn bạn bè thân thiết của bà bao gồm người xưng tội cá nhân Johan Carlberg, Nữ bá tước Maria Elisabeth Stenbock, nữ quan người Đan Mạch Sophia Amalia Marschalk và Anna Maria Clodt. Bà cũng yêu cầu anh rể và chị gái là Công tước và Công tước phu nhân xứ Holstein-Gottorp đến thăm.
Ulrikke Eleonore không có ảnh hưởng chính trị nào đối với Karl XI, người thích thảo luận các vấn đề của nhà nước với Thái hậu hơn là với vợ mình. Bà đã từng cố gắng gây ảnh hưởng chính trị đối với Karl XI. Trong thời kỳ Đại giáng cấp đối với tước vị của các bá tước, nam tước và lãnh chúa lớn từ giới quý tộc (hầu hết được Nữ vương Kristina hào phóng ban tặng), Ulrikke Eleonore cố gắng lên tiếng thay mặt cho những người có tài sản bị tịch thu. Nhưng Nhà vua chỉ nói với bà rằng lý do ông kết hôn không phải vì muốn xin lời khuyên chính trị từ bà. Thay vào đó, Ulrikke Eleonore đã giúp những người có tài sản bị tịch thu bằng cách bí mật bồi thường cho họ về mặt kinh tế từ ngân sách của chính mình. Một phương pháp phổ biến mà bà sử dụng là mua đồ trang sức và các đồ vật khác do các nhà quý tộc nghèo khó bán ra, sau đó trả lại cho họ hoặc người thân của họ. Niềm tin của Karl XI vào Ulrikke Eleonore ngày càng lớn theo thời gian, vào năm 1690, ông phong bà làm Nhiếp chính tương lai trong trường hợp con trai ông kế vị khi vẫn còn nhỏ.
Ulrikke Eleonore được biết đến nhiều nhất vì những hoạt động to lớn của bà trong việc từ thiện. Bà thành lập một số lượng lớn các tổ chức từ thiện, được điều hành bởi Sophia Amalia Marschalk. Ulrikke Eleonore được biết đến là thỉnh thoảng đã cầm cố tài sản của mình để tài trợ cho các dự án từ thiện. Các dự án nổi tiếng nhất của bà là Tapetskolan vid Karlberg, một trường dạy nghề thêu thảm tại Cung điện Karlberg được thành lập vào năm 1688, nơi các bé gái mồ côi được đào tạo về sản xuất thảm bởi ba nữ quý tộc Phần Lan chưa lập gia đình dưới sự lãnh đạo của Anna Maria Schmilau; Drottninghuset ('Nhà của Vương hậu') là một ngôi nhà dành cho những góa phụ nghèo ở Stockholm được thành lập vào năm 1686, và một ngôi nhà dành cho người nghèo ở Kungsholmen. Ulrikke Eleonore đã tài trợ ngũ cốc và giúp phân phối đến những khu vực bị mất mùa và trải qua nạn đói, chẳng hạn như Phần Lan năm 1687, Estonia năm 1688, Dalarna năm 1691 và Ingria, và cũng thanh toán hóa đơn viện phí cho rất nhiều người ở Stockholm. Năm 1682, Ulrikke Eleonore giao cho Johan von Hoorn và Urban Hjärne nhiệm vụ tổ chức nghề hộ sinh và sản khoa khoa học ở Thụy Điển, nhưng bà đã qua đời trước khi công việc được hoàn thành. Tuy nhiên, Johan von Hoorn đã xuất bản cuốn sách đầu tiên về chủ đề sản khoa vào năm 1697 với sự hỗ trợ của chính nữ hộ sinh của Ulrikke Eleonore, Catarina Wentin, người cũng hành nghề với những người nghèo ở thủ đô với sự cho phép của bà. Ulrikke Eleonore đã hỗ trợ một số lượng lớn người bằng các khoản trợ cấp thường xuyên từ ngân sách cá nhân của mình, chẳng hạn như những người lính thương tật và vợ/chồng của họ, những người cải đạo sang Kháng Cách từ Do Thái giáo, Hồi giáo và Công giáo, đặc biệt là những người phụ nữ cải đạo, trong số họ cũng có những người Huguenot Pháp. Trong năm 1693 đã có 17.000 người được Vương hậu hỗ trợ.

## Qua đời

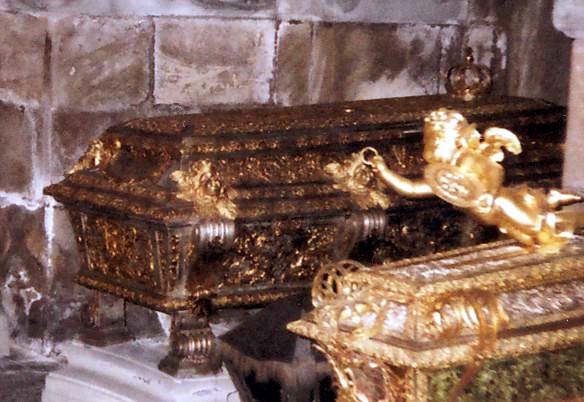
Quan tài của Ulrikke Eleonore tại Nhà thờ Riddarholm

Năm 1690, khi sức khỏe ngày càng suy yếu do sinh nở, Ulrikke Eleonore mắc phải một căn bệnh không được chẩn đoán, được coi là hiểm nghèo và thường khiến bà phải nằm liệt trên giường nhiều tuần. Các bác sĩ khuyên Vương hậu nên đi tắm nước nóng ở Đức và quỹ tiền đã được dành riêng cho mục đích này, nhưng bà tuyên bố rằng việc bà ở Thụy Điển hay ở Đức đều nằm trong tay Chúa, và thay vào đó bà dùng số tiền cho mục đích từ thiện. Nhà vua đã đích thân chăm sóc Ulrikke Eleonore tại Cung điện Karlberg khi có thời gian rảnh rỗi.
Vương hậu Ulrikke Eleonore qua đời tại Cung điện Karlberg vào ngày 26 tháng 7 năm 1693, sau khi trải qua mùa đông từ năm 1692 đến 1693 ở trên giường bệnh. Trong lúc hấp hối, bà yêu cầu các con không trở nên kiêu ngạo mà hãy coi địa vị cao của mình là cách giúp đỡ người khác; tránh bợ đỡ và kiêu căng; không bao giờ nghe tin đồn và nếu nghe được, hãy gọi cho bên bị vu khống, lắng nghe lời giải thích của họ và coi đó là sự thật. Ulrikke Eleonore cũng kể lại tên những người bị giáng cấp cho Karl và yêu cầu ông hãy thương xót, mỗi câu đều kết thúc bằng: "Ngài sẽ hứa với ta như vậy chứ?" Ulrikke Eleonore cũng yêu cầu một đám tang đơn giản và trao số tiền dành cho đám tang cho người nghèo. Trên giường bệnh, Karl được cho là đã nói: "Ta để lại đây một nửa trái tim mình".
Khi Ulrikke Eleonore qua đời, Bá tước phu nhân De la Gardie đã nhận xét: "Ta không tin có hoàng gia nào lại trở nên đau buồn như cái chết của Vương hậu. Ở đây, mọi người đều khóc lóc và đều mặc đồ tang, đến nỗi trong toàn thành phố không còn vải đen nào để mua nữa". Ulrikke Eleonore trong lịch sử đã được tôn vinh là thánh thiện, minh chứng bằng câu nói của Frans Ferdinand Carlson: "Hiếm khi có một tạo vật đáng yêu hơn được đặt lên ngai vàng. Bà nghĩ đến mọi người trừ bản thân mình". Sau khi bà qua đời, Nhà vua lên cơn sốt và phải mất gần hai tuần ông mới có thể quay trở lại với dân chúng. Karl XI không muốn tổ chức cho bà một đám tang đơn giản, tuy nhiên ông đã trao số tiền tương đương cho người nghèo. Nhà vua tuyên bố để tang hai năm trong triều đình đến năm 1695, sau đó ông từ chối tái hôn bất chấp áp lực phải làm vậy.
Thi thể của Ulrikke Eleonore được lưu giữ tại Lit de parade ở Cung điện Karlberg trong nhiều tháng bởi Nhà vua cho đến khi bà được chôn cất vào mùa thu năm 1693 tại Nhà thờ Riddarholm.

## Con cái
| Tên                  | Sinh - Mất                                 | Ghi chú |
| -------------------- | ------------------------------------------ | --- |
| Hedwig Sofia Augusta | 26 tháng 6 năm 1681 – 22 tháng 12 năm 1708 | Kết hôn vào ngày 12 tháng 5 năm 1698 với Friedrich IV, Công tước xứ Holstein-Gottorp.                             |
| Karl                 | 17 tháng 6 năm 1682 – 30 tháng 11 năm 1718 | Qua đời năm 36 tuổi, không kết hôn và không có con.                                                               |
| Gustav               | 14 tháng 6 năm 1683 – 26 tháng 4 năm 1685  | Qua đời khi còn nhỏ                                                                                               |
| Ulrik                | 2 tháng 8 năm 1684 – 8 tháng 6 năm 1685    | Qua đời khi còn nhỏ                                                                                               |
| Fredrik              | 7 tháng 10 năm 1685 – 22 tháng 10 năm 1685 | Qua đời khi còn nhỏ                                                                                               |
| Karl Gustav          | 27 tháng 12 năm 1686 – 13 tháng 2 năm 1687 | Qua đời khi còn nhỏ                                                                                               |
| Ulrika Eleonora      | 23 tháng 1 năm 1688 – 24 tháng 11 năm 1741 | Kết hôn vào ngày 24 tháng 3 năm 1715 với Công tử Friedrich xứ Hessen-Kassel. Qua đời năm 53 tuổi và không có con. |

## Tổ tiên
| \| \| \| \| \| \| \| \| \| \| \| 8. Frederik II của Đan Mạch \| \| \| \| \| \| \| \| \| \| \| \| \| \| \| \| \| \| \| \| \| \| \| \| \| \| \| \| \| \| \| \| \| \| \| \| \| \| \| \| \| \| \| \| \| \| \| \| \| \| \| 4. Christian IV của Đan Mạch \| \| \| \| \| \| \| \| \| \| \| \| \| \| \| \| \| \| \| \| \| \| \| \| \| \| \| \| \| \| \| \| \| \| \| \| \| \| \| \| \| \| \| \| \| \| \| \| \| \| \| \| \| \| \| \| \| \| \| \| 9. Sophie xứ Mecklenburg-Schwerin \| \| \| \| \| \| \| \| \| \| \| \| \| \| \| \| \| \| \| \| \| \| \| \| \| \| \| \| \| \| \| \| \| \| \| \| \| \| \| \| \| \| \| \| \| \| \| \| \| \| \| \| \| \| \| \| \| \| \| \| 2. Frederik III của Đan Mạch \| \| \| \| \| \| \| \| \| \| \| \| \| \| \| \| \| \| \| \| \| \| \| \| \| \| \| \| \| \| \| \| \| \| \| \| \| \| \| \| \| \| \| \| \| \| \| \| \| \| \| \| \| \| \| \| \| \| \| \| 10. Joachim Friedrich, Tuyển hầu xứ Brandenburg \| \| \| \| \| \| \| \| \| \| \| \| \| \| \| \| \| \| \| \| \| \| \| \| \| \| \| \| \| \| \| \| \| \| \| \| \| \| \| \| \| \| \| \| \| \| \| \| \| \| \| \| \| \| \| \| \| \| \| \| 5. Anna Katharina xứ Brandenburg \| \| \| \| \| \| \| \| \| \| \| \| \| \| \| \| \| \| \| \| \| \| \| \| \| \| \| \| \| \| \| \| \| \| \| \| \| \| \| \| \| \| \| \| \| \| \| \| \| \| \| \| \| \| \| \| \| \| \| \| 11. Katharina xứ Brandenburg-Küstrin \| \| \| \| \| \| \| \| \| \| \| \| \| \| \| \| \| \| \| \| \| \| \| \| \| \| \| \| \| \| \| \| \| \| \| \| \| \| \| \| \| \| \| \| \| \| \| \| \| \| \| \| \| \| \| \| \| \| \| \| 1. Ulrikke Eleonore của Đan Mạch \| \| \| \| \| \| \| \| \| \| \| \| \| \| \| \| \| \| \| \| \| \| \| \| \| \| \| \| \| \| \| \| \| \| \| \| \| \| \| \| \| \| \| \| \| \| \| \| \| \| \| \| \| \| \| \| \| \| \| \| 12. Wilhelm Trẻ, Công tước xứ Braunschweig \| \| \| \| \| \| \| \| \| \| \| \| \| \| \| \| \| \| \| \| \| \| \| \| \| \| \| \| \| \| \| \| \| \| \| \| \| \| \| \| \| \| \| \| \| \| \| \| \| \| \| \| \| \| \| \| \| \| \| \| 6. Georg, Công tước xứ Braunschweig \| \| \| \| \| \| \| \| \| \| \| \| \| \| \| \| \| \| \| \| \| \| \| \| \| \| \| \| \| \| \| \| \| \| \| \| \| \| \| \| \| \| \| \| \| \| \| \| \| \| \| \| \| \| \| \| \| \| \| \| 13. Dorothea của Đan Mạch \| \| \| \| \| \| \| \| \| \| \| \| \| \| \| \| \| \| \| \| \| \| \| \| \| \| \| \| \| \| \| \| \| \| \| \| \| \| \| \| \| \| \| \| \| \| \| \| \| \| \| \| \| \| \| \| \| \| \| \| 3. Sophie Amalie xứ Braunschweig-Calenberg \| \| \| \| \| \| \| \| \| \| \| \| \| \| \| \| \| \| \| \| \| \| \| \| \| \| \| \| \| \| \| \| \| \| \| \| \| \| \| \| \| \| \| \| \| \| \| \| \| \| \| \| \| \| \| \| \| \| \| \| 14. Ludwig V, Phong địa Bá tước xứ Hessen-Darmstadt \| \| \| \| \| \| \| \| \| \| \| \| \| \| \| \| \| \| \| \| \| \| \| \| \| \| \| \| \| \| \| \| \| \| \| \| \| \| \| \| \| \| \| \| \| \| \| \| \| \| \| \| \| \| \| \| \| \| \| \| 7. Anna Eleonore xứ Hessen-Darmstadt \| \| \| \| \| \| \| \| \| \| \| \| \| \| \| \| \| \| \| \| \| \| \| \| \| \| \| \| \| \| \| \| \| \| \| \| \| \| \| \| \| \| \| \| \| \| \| \| \| \| \| \| \| \| \| \| \| \| \| \| 15. Magdalena xứ Brandenburg \| \| \| \| \| \| \| \| \| \| \| \| \| \| \| \| \| \| \| \| \| \| \| \| \| \| \| \| \| \| \| \| \| \| \| \| \| \| \| \| \| \| \| |                                                     |  |  |  |  |  |  |  |  |                             |  |  |  |
| |                                                     |  |  |  |  |  |  |  |  | 8. Frederik II của Đan Mạch |  |  |  |
| |                                                     |  |  |  |  |  |  |  |  |                             |  |  |  |
| |                                                     |  |  |  |  |  |  |  |  |                             |  |  |  |
| |                                                     |  |  |  |  |  |  |  |  |                             |  |  |  |
| | 4. Christian IV của Đan Mạch                        |  |  |  |  |  |  |  |  |                             |  |  |  |
| |                                                     |  |  |  |  |  |  |  |  |                             |  |  |  |
| |                                                     |  |  |  |  |  |  |  |  |                             |  |  |  |
| |                                                     |  |  |  |  |  |  |  |  |                             |  |  |  |
| | 9. Sophie xứ Mecklenburg-Schwerin                   |  |  |  |  |  |  |  |  |                             |  |  |  |
| |                                                     |  |  |  |  |  |  |  |  |                             |  |  |  |
| |                                                     |  |  |  |  |  |  |  |  |                             |  |  |  |
| |                                                     |  |  |  |  |  |  |  |  |                             |  |  |  |
| | 2. Frederik III của Đan Mạch                        |  |  |  |  |  |  |  |  |                             |  |  |  |
| |                                                     |  |  |  |  |  |  |  |  |                             |  |  |  |
| |                                                     |  |  |  |  |  |  |  |  |                             |  |  |  |
| |                                                     |  |  |  |  |  |  |  |  |                             |  |  |  |
| | 10. Joachim Friedrich, Tuyển hầu xứ Brandenburg     |  |  |  |  |  |  |  |  |                             |  |  |  |
| |                                                     |  |  |  |  |  |  |  |  |                             |  |  |  |
| |                                                     |  |  |  |  |  |  |  |  |                             |  |  |  |
| |                                                     |  |  |  |  |  |  |  |  |                             |  |  |  |
| | 5. Anna Katharina xứ Brandenburg                    |  |  |  |  |  |  |  |  |                             |  |  |  |
| |                                                     |  |  |  |  |  |  |  |  |                             |  |  |  |
| |                                                     |  |  |  |  |  |  |  |  |                             |  |  |  |
| |                                                     |  |  |  |  |  |  |  |  |                             |  |  |  |
| | 11. Katharina xứ Brandenburg-Küstrin                |  |  |  |  |  |  |  |  |                             |  |  |  |
| |                                                     |  |  |  |  |  |  |  |  |                             |  |  |  |
| |                                                     |  |  |  |  |  |  |  |  |                             |  |  |  |
| |                                                     |  |  |  |  |  |  |  |  |                             |  |  |  |
| | 1. Ulrikke Eleonore của Đan Mạch                    |  |  |  |  |  |  |  |  |                             |  |  |  |
| |                                                     |  |  |  |  |  |  |  |  |                             |  |  |  |
| |                                                     |  |  |  |  |  |  |  |  |                             |  |  |  |
| |                                                     |  |  |  |  |  |  |  |  |                             |  |  |  |
| | 12. Wilhelm Trẻ, Công tước xứ Braunschweig          |  |  |  |  |  |  |  |  |                             |  |  |  |
| |                                                     |  |  |  |  |  |  |  |  |                             |  |  |  |
| |                                                     |  |  |  |  |  |  |  |  |                             |  |  |  |
| |                                                     |  |  |  |  |  |  |  |  |                             |  |  |  |
| | 6. Georg, Công tước xứ Braunschweig                 |  |  |  |  |  |  |  |  |                             |  |  |  |
| |                                                     |  |  |  |  |  |  |  |  |                             |  |  |  |
| |                                                     |  |  |  |  |  |  |  |  |                             |  |  |  |
| |                                                     |  |  |  |  |  |  |  |  |                             |  |  |  |
| | 13. Dorothea của Đan Mạch                           |  |  |  |  |  |  |  |  |                             |  |  |  |
| |                                                     |  |  |  |  |  |  |  |  |                             |  |  |  |
| |                                                     |  |  |  |  |  |  |  |  |                             |  |  |  |
| |                                                     |  |  |  |  |  |  |  |  |                             |  |  |  |
| | 3. Sophie Amalie xứ Braunschweig-Calenberg          |  |  |  |  |  |  |  |  |                             |  |  |  |
| |                                                     |  |  |  |  |  |  |  |  |                             |  |  |  |
| |                                                     |  |  |  |  |  |  |  |  |                             |  |  |  |
| |                                                     |  |  |  |  |  |  |  |  |                             |  |  |  |
| | 14. Ludwig V, Phong địa Bá tước xứ Hessen-Darmstadt |  |  |  |  |  |  |  |  |                             |  |  |  |
| |                                                     |  |  |  |  |  |  |  |  |                             |  |  |  |
| |                                                     |  |  |  |  |  |  |  |  |                             |  |  |  |
| |                                                     |  |  |  |  |  |  |  |  |                             |  |  |  |
| | 7. Anna Eleonore xứ Hessen-Darmstadt                |  |  |  |  |  |  |  |  |                             |  |  |  |
| |                                                     |  |  |  |  |  |  |  |  |                             |  |  |  |
| |                                                     |  |  |  |  |  |  |  |  |                             |  |  |  |
| |                                                     |  |  |  |  |  |  |  |  |                             |  |  |  |
| | 15. Magdalena xứ Brandenburg                        |  |  |  |  |  |  |  |  |                             |  |  |  |
| |                                                     |  |  |  |  |  |  |  |  |                             |  |  |  |
| |                                                     |  |  |  |  |  |  |  |  |                             |  |  |  |